# صلابة طوبولوجية
في الرياضيات، وخاصة في الطوبولوجيا، يُطلق على المتشعب مصطلح صلب طوبولوجيًا إذا كان لكل ثبات-متساوٍ مع أي متشعب آخر في التماثل الطوبولوجي من ناحية التماثل الشكلي.

## الدافع
تتمثل المشكلة الرئيسية في علم الطوبولوجيا عند تحديد متى يكون الفراغان متماثلين أي التماثل الشكلي أو التكافؤ الشكلي التفاضلي. في الغالب ما يكون بناء تطبيق محافظ على الشكل بشكل واضح أمرًا غير عملي. إذا وضعنا شرطًا آخر على واحد أو كلا الفراغين (المتشعبين) يمكننا استغلال هذه البنية الإضافية لتوضيح وجوب وجود تماثل في الشكل المطلوب.
تتضح نظرية الصلابة عندما يكون هناك ضعف واضح في التكافؤ بين اثنين من المتشعبات (عادة ما يكون تكافؤ من حيث التماثل الطوبولوجي) بما يعني وجود تكافؤ أقوى تماثلي في الشكل تكافؤ شكلي تفاضلي أو تساو بعدي.

## التعريف.
يطلق على المتشعب M صلب طوبولوجيًا إذا وجد أي تكافؤ من حيث التماثل الطوبولوجي f : N → M بجزء من المتشعب N كمصدر و M كهدف يكون التماثل الطوبولوجي من ناحية التماثل الشكلي.

## أمثلة
مثال 1.

إذا وجد المتشعبان M و N وكانا متكافئين من حيث التماثل الطوبولوجي إذن هما متماثلان شكلاً. وعلاوة على ذلك متكافئان من حيث التماثل الطوبولوجي للسطوح المغلقة التي تتشكل إلى تماثل شكلي.
مثال 2.

إذا وجد متشعب مغلق Mn (n ≠ 3) is متكافئ من حيث التماثل الطوبولوجي بالنسبة للمتشعب Sn إذن Mn يكون متماثلًا شكلاً بالنسبة للمتشعب Sn.

## نظرية الصلابة في الهندسة

### التعريف.
يقال إن التماثل الشكلي التفاضلي لمتشعب ريمان المستوي يكون له تحول ترابطي إذا كان f عليه خطوط جيوديسية للخط الجيوديسي.

### نظرية (بايبراخ)
إذا كان f : M → N له تكافؤ من حيث التماثل الطوبولوجي المسطح والمغلق والمتصل، إذن f هي تماثل مكاني بالنسبة للتحول الترابطي للتماثل الشكلي.

### نظرية صلابة موستو
نظرية: بفرض أن M و N متشعبان متراصان ومتماثلان محليًا لريمان ولهما انحناء غير إيجابي ولهما فراغ فرعي جيوديسي غير مغلق أحادي أو ثنائي البعد يمثلان عاملاً محليًا مباشرًا. وإذا كان f : M → N لها تكافؤ من حيث التماثل الطوبولوجي إذن f تكون متماثلة طوبولوجيًا بالنسبة لتساوي الأبعاد أي تطابق تام.
نظرية (نظرية موستو لمتشعبات القطع الزائد n, n ≥ 3): إذ كان M و N قطعًا زائدًا كاملاً n, n≥3 وله حجم محدد وكانت f : M → N متكافئة من حيث التماثل الطوبولوجي، إذن f تكون متماثلة طوبولوجيًا بالنسبة لتساوي الأبعاد أي تطابق تام.
وسُميت هذه النتائج باسم جورج موستو.

### الشكل الجبري
بفرض أن Γ و Δ مجموعتان فرعيتان منفصلتان من المجموعة المتساوية الأبعاد لفراغ قطع زائد ذو عدد nيُسمى H، حيث n≥3, وحواصل قسمة H/Γ و H/Δ ذات حجم محدود. إذا كانت Γ و Δ لهما تساوٍ شكلي كمجموعات منفصلة إذن هما متقارنتان.

## الاستخدام
المجموعة ذات التماثل البعدي nلمتشعب ذي عدد M (باسم n≥3) تكون محدودة ومتساوية شكلاً بالنسبة لـ&π1(M).

## اقرأ أيضا
- تدرج كثافة